# Flyleaf
Flyleaf — рок-группа, играющая преимущественно постгранж и альтернативный метал; образовалась в 2002 году в Белтоне, штат Техас. В 2005 году группа выпустила дебютный альбом, который стал «платиновым» после продажи более одного миллиона копий. 24 декабря 2007 года они были названы группой недели на MTV.

## История

### Ранние годы
Идея создания команды «Flyleaf» принадлежит вокалистке Лейси Мосли, которая в начале нового тысячелетия прибыла в Темпл, штат Техас, с целью формирования собственной группы, получившей название «Passerby».
Первым участником её будущего коллектива стал барабанщик Джеймс Калпеппер, а позднее к ним присоединились гитаристы Джаред Хартманн и Самир Бхаттачаря. Заключительным звеном в составе группы стал басист Пэт Силс, прибывший в 2002 году, после того как покинул ряды своей прежней формации «The Grove».
В течение последующих двух лет, под вывеской «Passerby», музыканты выпустили три ЕР и отыграли свыше сотни концертов на территории Техаса будучи под покровительством компании «Runt Entertainment». В 2004 году группа попадает под взор президента «Octone Records», вследствие чего, уже в январе было объявлено, через официальный сайт компании, о том, что группа становится частью семейства «Octone Records».
В марте того же года музыканты отправляются в Сиэтл для записи ЕР совместно с знаменитым Рик Парашар (Pearl Jam, Blind Melon). Впоследствии, группа даёт ряд концертов в поддержку одноимённого мини-альбома, которые проходят при участии именитых коллег: Breaking Benjamin, Staind и 3 Doors Down. В октябре 2004 года, пластинка появилась на прилавках музыкальных магазинов.

### Дебютный альбом
В 2005 году музыканты записывают свой первый лонгплэй, уже как «Flyleaf», при участии Говарда Бенсона (Papa Roach, My Chemical Romance), релиз которого состоялся 4 октября 2005 года. Почётными гостями альбома стали Dave Navarro (Jane’s Addiction) и Ryan White (Resident Hero). Первым синглом с пластинки стала песня «I’m So Sick», вторым «Fully Alive» и композиция «All Around Me» стала третьим синглом. Этот альбом разошёлся тиражом в 500.000 экземпляров и стал «золотым».
В начале 2006 года, группа «Flyleaf» перебирается на лейбл «J-Records», заключив договор между компаниями: «J-Records», «RCA» и «Octone Records». Обязанности дистрибьютера музыкальной продукции группы, среди христианских торговых сетей, взял на себя лейбл «SRE Recordings».
В середине апреля, музыканты «Flyleaf» впервые выступили на телевидении, в программе Daily Download телеканала Fuse, где группа отыграла два своих главных хита «I’m So Sick» и «All Around Me», а 10 июля «Flyleaf» вновь продемонстрировали своё «живое» выступление на телевидении в Jimmy Kimmel Live. Позднее, команда совершила ряд туров в компании с P.O.D., Seether, Shinedown и многими другими коллективами.

### Участие в турах, мероприятиях
Летом 2006 года группа выступила на главной сцене знаменитого Family Values Tour, наряду с Korn, Deftones, Stone Sour и др. В конце года приняла участие в туре Music as a Weapon, который проходил при участии Disturbed, Stone Sour и Nonpoint. Во время тура группа выпустила эксклюзивный EP, который продавался под названием Music as a Weapon EP.
В следующем году, команда отыграла тур с Three Days Grace, а также отметилась на австралийском фестивале The Soundwave Festival. Группа «Flyleaf» так же совершила тур по Европе в компании со Stone Sour и Forever Never. Весной 2007 года, музыканты провели свой собственный тур Justice and Mercy где компанию им составляли Skillet, Dropping Daylight, Sick Puppies, Kill Hannah и Resident Hero. Flyleaf ещё раз присоединились к Family Values Tour в 2007 году.
Их клип «I’m So Sick» засветился в фильме Live Free or Die Hard (Крепкий орешек 4.0), а ремикс на песню «I’m So Sick» вошел в саундтрек к фильму Resident Evil: Extinction (Обитель зла 3). Так же Flyleaf записали песню «Tina», которая была представлена во время релиза видео игры Guitar Hero 3.
30 октября 2007 года в свет вышла расширенная версия альбома Flyleaf, которая кроме мелких изменений в песнях, так же включила в себя акустические версии «Fully Alive», «Red Sam», «Cassie», «I’m So Sick» и «All Around Me». В комплект с диском так же вошёл DVD диск с клипами и видео акустических песен. В этот же день на iTunes появился новый EP, названный Much Like Falling EP. В него вошли песни: «Much Like Falling», акустическая версия «Supernatural», а также песни «Tina» и «Justice and Mercy».
Flyleaf участвовали вместе с Korn в туре Bitch We Have a Problem в начале 2008 года. После этого группа отправилась в тур с Seether, но им пришлось отменить пять выступлений из-за проблем с голосом Лейси.
Позднее группа выпустила кавер-версию на песню «What’s This?» из саундтрека к мультфильму Кошмар перед рождеством.
11 июня 2010 года группа выступила на Премии МУЗ-ТВ 2010 с песнями: «I’m So Sick», «Again» и песней: «All Around Me».

### Второй альбом
В 2009-м музыканты «Flyleaf» закончили работу над вторым студийным альбомом, релиз которого состоялся в ноябре того же года. Пластинка содержит 14 песен, которые отобраны из 30 написанных.
Название альбома — «Memento Mori» — отсылает слушателей к древнему латинскому выражению ("Помни о смерти").
22 октября 2012 года, за неделю до выхода «New Horizons», Лейси объявила об уходе из группы ради семьи и воспитания сына.
В августе 2016 года заменившая Мосли вокалистка Кристен Мэй объявила о своем уходе из группы.

## Состав
Текущий состав
- Самир Бхаттачаря — гитара, бэк-вокал (2002-настоящее время)
- Джаред Хартманн — гитара (2002-настоящее время)
- Пэт Силс — бас-гитара (2002-настоящее время)
- Джеймс Калпеппер — ударные (2002-настоящее время)

Бывшие участники
- Лейси Мосли — вокал (2002—2012)
- Кристен Мэй — вокал (2012—2016)

## Дискография
- Flyleaf (2005)
- Memento Mori (2009)
- New Horizons (2012)
- Between The Stars (2014)